# 卡姆揚卡-布茲卡區

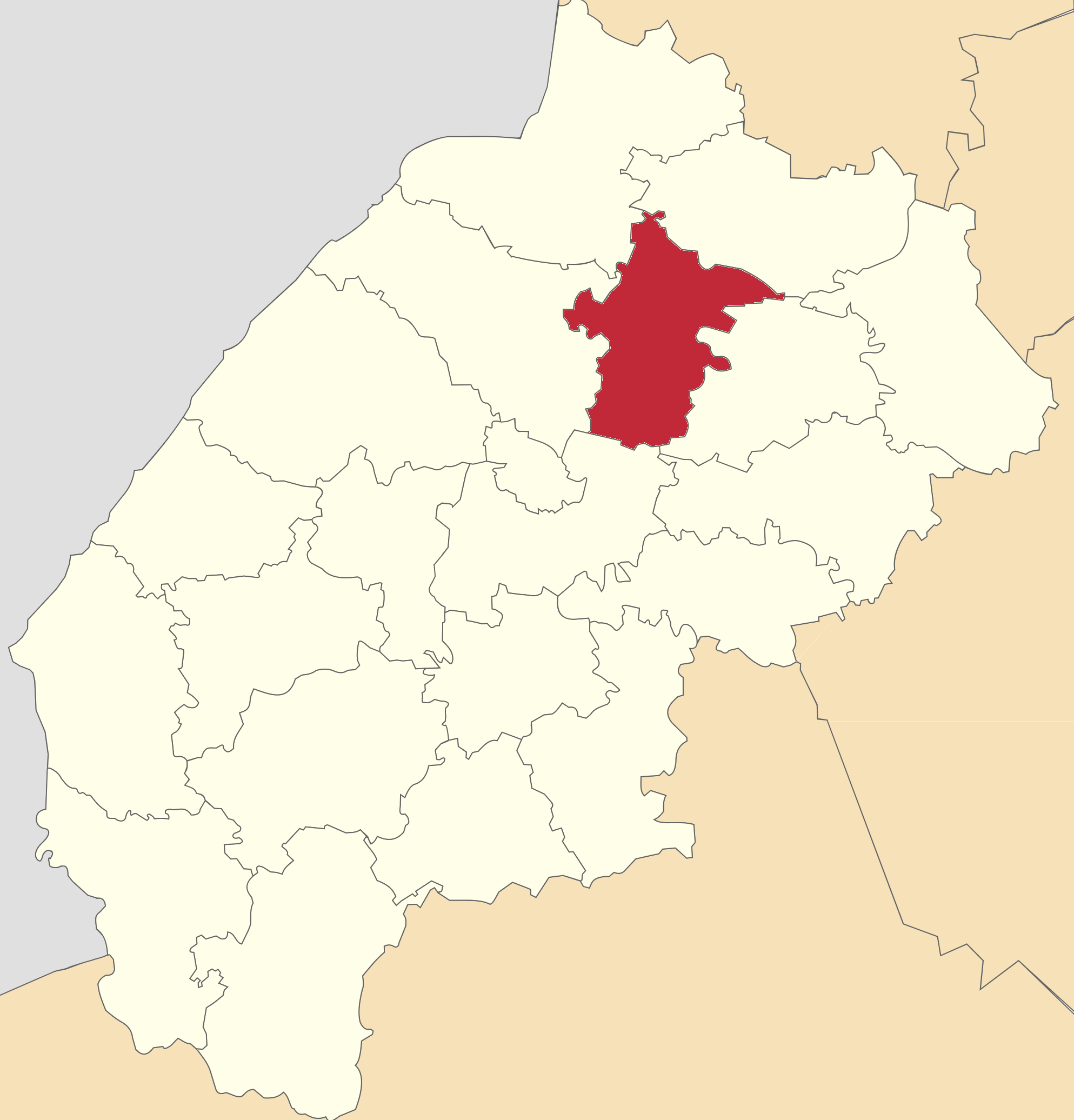
卡姆扬卡-布兹卡區在利沃夫州的位置

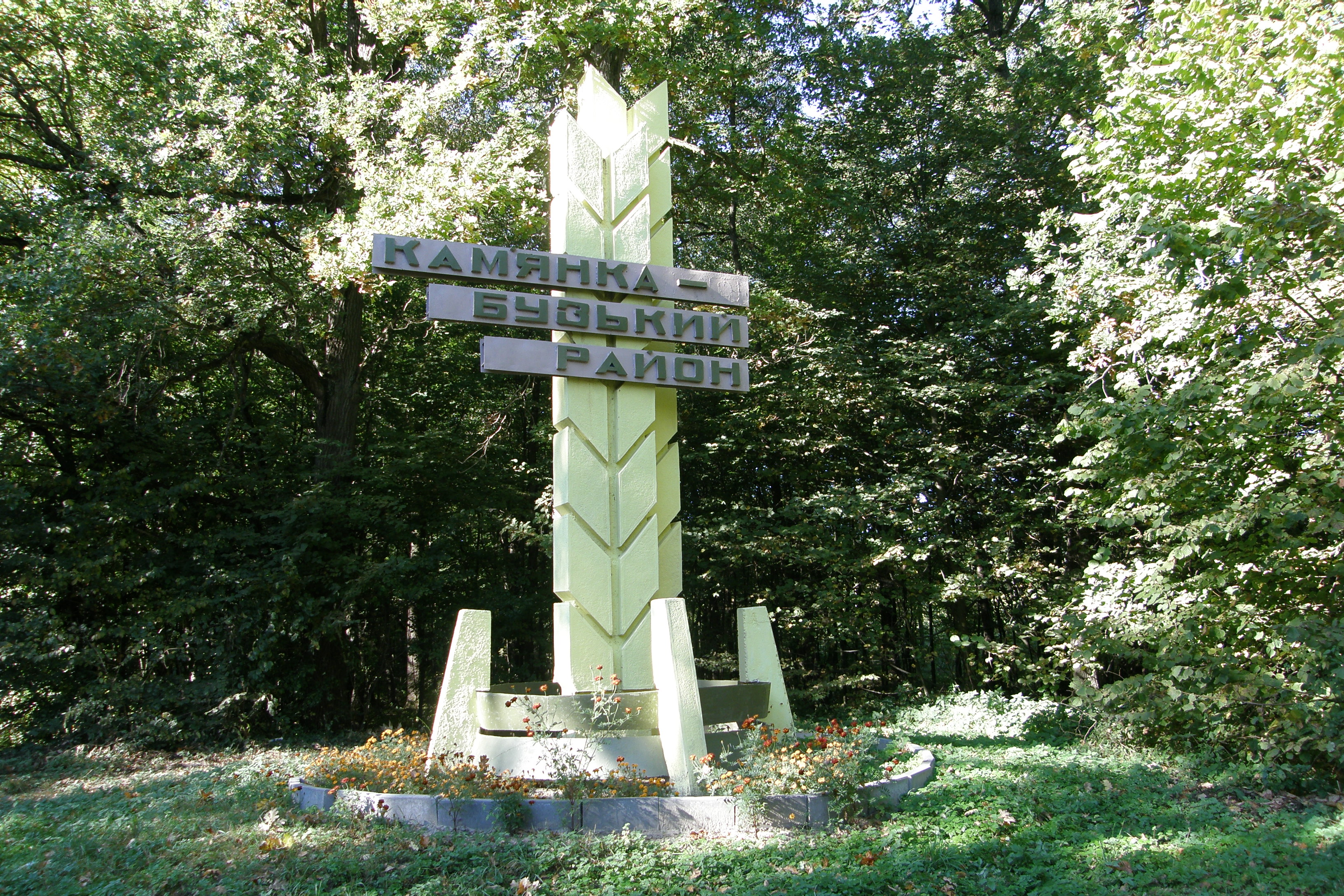

卡姆扬卡-布兹卡區（烏克蘭語：Кам'янка-Бузький район），曾是烏克蘭西部利沃夫州的一個區，行政中心設於卡姆扬卡-布兹卡，面積867平方公里，2015年人口57,296，人口密度每平方公里66.1人。
2020年7月18日乌克兰施行了行政区划改革，利沃夫州的区份数量减至7个，卡姆扬卡-布兹卡區被分拆合并至切尔沃诺赫拉德区（现已改名为舍普季茨基区）和利沃夫区。